# Tom Prior
Tom Prior (* 2. Dezember 1990) ist ein britischer Film- und Theaterschauspieler.

## Leben
Tom Prior wurde 1990 in England geboren. Er besuchte die Thomas Hardye School in Dorchester und hiernach das Weymouth College. Im Jahr 2012 erhielt er einen Abschluss an der Royal Academy of Dramatic Art und stand hiernach auf verschiedenen Theaterbühnen in Großbritannien, so in Londons West-End-Produktionen von Tory Boyz und Romeo und Julia. Seine erste Rolle in einem Spielfilm erhielt er in der Filmbiografie Die Entdeckung der Unendlichkeit von James Marsh aus dem Jahr 2014 und spielte darin den Sohn von Stephen Hawking. Ebenfalls 2014 kam Kingsman: The Secret Service von Matthew Vaughn in die Kinos, in dem er Hugo spielte. Es folgten Rollen in der Komödie Dusty and Me von Betsan Morris Evans, dem Coming-of-Age-Film Iceland Is Best von Max Newsom und in dem Kriegsdrama Just Noise von Davide Ferrario, wo er an der Seite von Malcolm McDowell und Harvey Keitel zu sehen war.
Für Firebird, in dem er in einer der beiden Hauptrollen zu sehen ist, schrieb Prior gemeinsam mit dem Regisseur Peeter Rebane auch das Drehbuch. Der Film feierte im März 2021 beim vom British Film Institute organisierten, virtuellen BFI Flare: London LGBTIQ+ Film Festival seine Premiere.

## Filmografie
- 2012: Alex Was a Friend of Mine (Kurzfilm)
- 2014: Der junge Inspektor Morse (Endeavour, Fernsehserie)
- 2014: Die Entdeckung der Unendlichkeit (The Theory of Everything)
- 2014: Kingsman: The Secret Service
- 2016: Dusty and Me
- 2020: Iceland Is Best
- 2021: Just Noise
- 2021: Firebird (auch Drehbuch)

## Auszeichnungen
FilmOut San Diego
- 2021: Auszeichnung mit dem FilmOut Festival Award als Bester Spielfilm (Firebird)
- 2021: Auszeichnung als Bester Schauspieler (Firebird)